# David Bruce-Brown

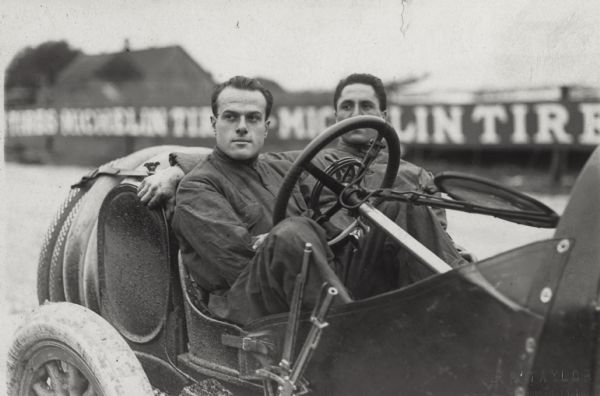
David Bruce-Brown i jego mechanik Tony Scudelari podczas American Grand Prize (1912)

David Loney Bruce-Brown (ur. 13 sierpnia 1889 roku w Nowym Jorku, zm. 1 października 1912 w Milwaukee) – amerykański kierowca wyścigowy.

## Kariera
W wieku 18 lat rozpoczął ściganie i z miejsca okazał się bardzo utalentowanym kierowcą. W 1908 roku wygrał Daytona Speed Trials. W 1910 i 1911 wygrał wyścig American Grand Prize. Od 1911 startował w zespole Fiata. W latach 1911 i 1912 wystartował w Indianapolis 500.
W 1912 roku wystartował w Grand Prix Francji, najbardziej prestiżowym w owym czasie wyścigu na świecie. Prowadził w nim po pierwszym dniu (wyścig był rozgrywany w dwóch etapach, po 10 okrążeń każdego dnia), jednak drugiego dnia został zdyskwalifikowany za dotankowywanie samochodu poza strefą boksów.
Zginął, przygotowując się do innego z ważnych wyścigów w 1912 roku – American Grand Prize w Milwaukee. Podczas treningów jechał na mocno zużytych oponach; gdy jedna z nich pękła, a samochód wypadł poza tor i wylądował w rowie. Miał zaledwie 22 lata.

## Starty w Indianapolis 500
| Rok  | Nadwozie | Silnik   | Start | Wynik | Uwagi          |
| ---- | -------- | -------- | ----- | ----- | -------------- |
| 1911 | Fiat     | Fiat     | 25    | 3     |                |
| 1912 | National | National | 23    | 22    | Awaria zaworów |